# Conor Coady
Pour les articles homonymes, voir Coady (homonymie).
Conor Coady, né le 25 février 1993 à St Helens, est un footballeur international anglais qui évolue au poste de défenseur à Wrexham AFC.

## Biographie

### En club
Le 8 novembre 2012, il fait ses débuts pour Liverpool, lors d'un match contre Anji Makhatchkala en Ligue Europa (défaite 1-0). 
Le 22 juillet 2013, il est prêté à Sheffield United.

### En sélection nationale
Le 29 août 2020, Coady est convoqué pour la première fois en équipe d'Angleterre par Gareth Southgate pour disputer les matchs de Ligue des nations contre  l'Islande et le Danemark. Le 8 septembre suivant, il honore sa première sélection avec les Three Lions en étant titularisé contre le Danemark (0-0).
Le 10 novembre 2022, il est sélectionné par Gareth Southgate pour participer à la Coupe du monde 2022.

## Statistiques
| Saison                | Club                    | Championnat           | Championnat | Championnat | Coupe(s) nationale(s) | Coupe(s) nationale(s) | Compétition(s) continentale(s) | Compétition(s) continentale(s) | Compétition(s) continentale(s) | Angleterre | Angleterre | Total | Total |
| Saison                | Club                    | Division              | M.          | B.          | M.                    | B.                    | Comp.                          | M.                             | B.                             | M.         | B.         | M.    | B.    |
| 2012-2013             | Liverpool FC            | Premier League        | 1           | 0           | -                     | -                     | C3                             | 1                              | 0                              | -          | -          | 2     | 0     |
| Sous-total            | Sous-total              | Sous-total            | 1           | 0           | -                     | -                     | -                              | 1                              | 0                              | -          | -          | 2     | 0     |
| 2013-2014             | Sheffield United (prêt) | League One            | 39          | 5           | 11                    | 1                     | -                              | -                              | -                              | -          | -          | 50    | 6     |
| Sous-total            | Sous-total              | Sous-total            | 39          | 5           | 11                    | 1                     | -                              | -                              | -                              | -          | -          | 50    | 6     |
| 2014-2015             | Huddersfield Town       | Championship          | 45          | 3           | 3                     | 0                     | -                              | -                              | -                              | -          | -          | 48    | 3     |
| Sous-total            | Sous-total              | Sous-total            | 45          | 3           | 3                     | 0                     | -                              | -                              | -                              | -          | -          | 48    | 3     |
| 2015-2016             | Wolverhampton Wanderers | Championship          | 37          | 0           | 2                     | 0                     | -                              | -                              | -                              | -          | -          | 39    | 0     |
| 2016-2017             | Wolverhampton Wanderers | Championship          | 40          | 0           | 5                     | 1                     | -                              | -                              | -                              | -          | -          | 45    | 1     |
| 2017-2018             | Wolverhampton Wanderers | Championship          | 45          | 1           | 3                     | 0                     | -                              | -                              | -                              | -          | -          | 48    | 1     |
| 2018-2019             | Wolverhampton Wanderers | Premier League        | 38          | 0           | 8                     | 0                     | -                              | -                              | -                              | -          | -          | 46    | 0     |
| 2019-2020             | Wolverhampton Wanderers | Premier League        | 38          | 0           | 2                     | 0                     | C3                             | 17                             | 0                              | -          | -          | 57    | 0     |
| 2020-2021             | Wolverhampton Wanderers | Premier League        | 37          | 1           | 3                     | 0                     | -                              | -                              | -                              | 5          | 1          | 45    | 2     |
| 2021-2022             | Wolverhampton Wanderers | Premier League        | 38          | 4           | 4                     | 0                     | -                              | -                              | -                              | 5          | 0          | 47    | 4     |
| Sous-total            | Sous-total              | Sous-total            | 273         | 6           | 27                    | 1                     | -                              | 17                             | 0                              | 10         | 1          | 327   | 8     |
| 2022-2023             | Everton FC (prêt)       | Premier League        | 24          | 1           | 1                     | 1                     | -                              | -                              | -                              | -          | -          | 25    | 2     |
| Sous-total            | Sous-total              | Sous-total            | 24          | 1           | 1                     | 1                     | -                              | -                              | -                              | -          | -          | 25    | 2     |
| 2023-2024             | Leicester City          | Championship          | 12          | 0           | 5                     | 0                     | -                              | -                              | -                              | -          | -          | 17    | 0     |
| 2024-2025             | Leicester City          | Premier League        | 13          | 0           | 4                     | 1                     | -                              | -                              | -                              | -          | -          | 17    | 1     |
| Sous-total            | Sous-total              | Sous-total            | 25          | 0           | 9                     | 1                     | -                              | -                              | -                              | -          | -          | 34    | 1     |
| Total sur la carrière | Total sur la carrière   | Total sur la carrière | 407         | 15          | 51                    | 4                     | -                              | 18                             | 0                              | 10         | 1          | 486   | 20    |

## Palmarès

### En club
- Wolverhampton Wanderers
  - Champion d'Angleterre de deuxième division en 2018.

- Leicester City
  - Champion d'Angleterre de deuxième division en 2024

### En sélection nationale
- Angleterre -17 ans
  - Vainqueur du Championnat d'Europe en 2010.

- Angleterre
  - Finaliste du Championnat d'Europe en 2021.

### Distinction personnelle
- Membre de l'équipe-type du Championnat d'Europe des moins de 17 ans en 2010.